# Harmandere (Pendik)
Harmandere est un quartier du district de Pendik de la métropole d'Istanbul.